# ジャスティン・デュラント
ジャスティン・デュラント（Justin Durant 1985年9月21日- ）はサウスカロライナ州フローレンス出身のアメリカンフットボール選手。現在フリーエージェント。ポジションはラインバッカー。

## 経歴

### プロ入りまで
高校時代はローレンス・ティモンズとチームメートだった。ハンプトン大学では先発39試合を含む43試合でミドルラインバッカーとして出場、大学歴代2位の353タックル、10サック、3ファンブルリカバー、4インターセプトをあげた。ミッドイースタン・アスレティック・カンファレンスの最優秀守備選手に3回選ばれた。

### ジャクソンビル・ジャガーズ
2007年のNFLドラフト2巡でジャクソンビル・ジャガーズに指名された。ジャガーズでは4シーズンで50試合に出場し、272タックル、2インターセプト、2サックをあげた。
2009年11月1日のテネシー・タイタンズ戦では自己ベストの16タックルをあげた。12月4日のヒューストン・テキサンズ戦では8タックル、1サック、1インターセプトをあげ、AFC週間MVP守備部門に選ばれた。

### デトロイト・ライオンズ
2011年7月29日、デトロイト・ライオンズと契約した。
2012年、14試合にストロングサイドラインバッカーとして先発出場し、チーム2位の103タックル、0.5サックをあげた。ライオンズでは2シーズンで29試合に出場し、171タックル、1.5サックをあげた。

### ダラス・カウボーイズ
2013年3月27日、ダラス・カウボーイズと2年間196万ドル（40万ドルのサインボーナスを含む）で契約を結んだ。カウボーウイズでは、ストロングサイドラインバッカーとして期待された。サンディエゴ・チャージャーズ戦で股関節を痛めて1試合に欠場した。11月10日のニューオーリンズ・セインツ戦でハムストリングを痛めて3試合に欠場した。グリーンベイ・パッカーズ戦で再びハムストリングを痛めた。12月17日に故障者リスト入りした。この年先発6試合を含む10試合に出場し、24タックル、1ファンブルフォースの成績を残した。
2014年、ショーン・リーがシーズン絶望となったため、チームがボルチモア・レイブンズからローランド・マクレインを獲得するまで、ミドルラインバッカーとして期待された。その後ウィークサイドラインバッカーとなり、ディフェンスキャプテンの役割を担った。第8週のワシントン・レッドスキンズ戦の後半に上腕二頭筋を痛めて、10月30日に故障者リスト入りした。その時点で彼はカウボーイズのリーディングタックラーであった。この年、59タックル、1インターセプト、1ファンブルフォース、1ファンブルリカバーの成績を残した。

### アトランタ・ファルコンズ
2015年3月10日、アトランタ・ファルコンズと3年契約を結んだ。彼はストロングサイドラインバッカーとして期待された。プレシーズンゲームで足を負傷、10月のヒューストン・テキサンズ戦で肘を捻挫して3試合に欠場した。この年、チーム2位の82タックルをあげた。2016年2月8日、ファルコンズから解雇された。デュラントの解雇でファルコンズは2016年の年俸175万ドルなど、サラリーキャップを258万ドルスペースを空けた。

### ダラス・カウボーイズ（2度目）
一時は引退を考えた彼は、2016年7月18日、カウボーイズと1年契約を結んだ。この時カウボーイズは、マクレインが出場停止処分を受けており、他の選手も負傷していた。彼は主にパスシチュエーションで起用された。第2週のワシントン・レッドスキンズ戦では第4Qにパスブロックし、勝利に貢献した。11試合目の試合でハムストリングを負傷、2試合後のニューヨーク・ジャイアンツ戦で復帰した。タンパベイ・バッカニアーズ戦でひじを負傷した彼は、プレーオフをにらんでシーズン最後の2試合はインアクティブとなった。
オフシーズンにひじの手術をした彼は、2017年7月20日、カウボーイズと再契約を結んだ。8月14日にトレーニングキャンプに参加した。第7週から第9週まで股関節の負傷で欠場、第13週は脳震盪で、第14週、第15週はひじの怪我で欠場した。12月26日、チームから解雇された。この年7試合に出場し、負傷したショーン・リーの代役として3試合に先発出場、14タックルの成績であった。